# Dylan Sicobo
Dylan Paul Jean-Philip Sicobo (* 27. Februar 1997 in Victoria) ist ein Leichtathlet von den Seychellen, der sich auf den Sprint spezialisiert hat. Aktuell ist er Inhaber des Landesrekordes im 100-Meter-Lauf.

## Sportliche Laufbahn
Erste Erfahrungen bei internationalen Meisterschaften sammelte Dylan Sicobo im Jahr 2014, als er bei den Afrikameisterschaften in Marrakesch mit 11,22 s und 22,47 s jeweils in der ersten Runde über 100 und 200 Meter ausschied und mit der 4-mal-100-Meter-Staffel der Seychellen mit 41,86 s den Finaleinzug verpasste. Im Jahr darauf belegte er bei den Juniorenafrikameisterschaften in Addis Abeba in 11,04 s den achten Platz im 100-Meter-Lauf und schied über 200 Meter mit 22,23 s im Vorlauf aus und verpasste mit der Staffel mit 42,46 s den Finaleinzug. 2016 schied er bei den Afrikameisterschaften in Durban mit 10,89 s in der ersten Runde über 100 Meter aus, wie auch bei den U20-Weltmeisterschaften in Bydgoszcz mit 10,79 s. Im Jahr darauf siegte er in 10,33 s über 100 Meter bei den Spielen der Frankophonie in Abidjan und sicherte sich dort zudem in 40,31 s die Bronzemedaille mit der Staffel hinter den Teams aus der Elfenbeinküste und Kanada. Anschließend schied er bei den Weltmeisterschaften in London mit 11,01 s in der Vorausscheidungsrunde aus. 2018 schied er bei den Hallenweltmeisterschaften in Birmingham mit 6,82 s in der Vorrunde im 60-Meter-Lauf aus und kurz darauf kam er bei den Commonwealth Games im australischen Gold Coast mit 10,74 s nicht über den Vorlauf über 100 Meter hinaus.
2019 schied er bei den Afrikaspielen in Rabat mit 10,80 s im Halbfinale über 100 Meter aus und 2022 schied er bei den Afrikameisterschaften in Port Louis mit 10,70 s im Vorlauf über 100 Meter aus, ehe er bei den Commonwealth Games in Birmingham mit 10,74 s in der ersten Runde ausschied. Im Jahr darauf schied er bei den Spielen der Frankophonie mit 11,12 s im Vorlauf aus und 2024 kam er bei den Afrikaspielen in Accra mit 11,06 s ebenfalls nicht über den Vorlauf hinaus. Im Juni schied er bei den Afrikameisterschaften in Douala mit 10,63 s und 22,21 s jeweils in der ersten Runde über 100 und 200 Meter aus. Anschließend schied er bei den Olympischen Sommerspielen in Paris mit 10,62 s im Vorlauf über 100 Meter aus.

## Persönlichkeiten
- 100 Meter: 10,33 s (+0,9 m/s), 23. Juli 2017 in Abidjan (Landesrekord)
  - 60 Meter (Halle): 6,71 s, 18. Februar 2023 in Pretoria
- 200 Meter: 21,46 s (−0,3 m/s), 11. März 2017 in Réduit